# Абасанта
Абасанта (итал. Abbasanta) је насеље у Италији у округу Ористано, региону Сардинија.
Према процени из 2011. у насељу је живело 2746 становника. Насеље се налази на надморској висини од 317 м.

## Становништво
Према резултатима пописа становништва 2011. у општини је живело 2.828 становника.
| 1931. | 1936. | 1951. | 1961. | 1971. | 1981. | 1991. | 2001. | 2011. |
| ----- | ----- | ----- | ----- | ----- | ----- | ----- | ----- | ----- |
| 1.633 | 1.678 | 2.208 | 2.323 | 2.059 | 2.353 | 2.640 | 2.815 | 2.828 |